# Клавдий Рутилий Намациан
Кла́вдий Рути́лий Намациа́н (лат. Claudius Rutilius Namatiānus) — римский дидактический поэт и государственный деятель начала V века, родом из Галлии (галл), язычник. Встречается вариант имени Нуманциа́н (лат. Numantianus).

## Биография
Намациан происходил из южной Галлии, где, по некоторым предположениям, его род владел значительным поместьем. В Риме, при императоре Гонории в 412 году он занимал должность магистра оффиций (лат. magister officiorum), где его ведению подлежали иностранные дела, почтовая служба и оружейные мастерские. В 414 году стал префектом Рима (лат. praefectus urbi). В 416 году (по другим данным, 417 году), через шесть лет после разорения Рима Аларихом I он морским путём вернулся на родину, в Галлию, которую в то время опустошали вестготы — чтобы спасти своё имущество от варваров. Своё морское путешествие из Рима в Галлию он описал в элегической поэме «О моем возвращении».

## Поэма
Поэма Намациана известна под заглавием «О моем возвращении» в двух книгах («О возвращении на родину»; лат. De reditu suo) Это название не было дано автором, поэма также получала заглавие «Путешествие» (лат. Itinerarium). От текста поэмы осталась большая часть первой книги (отсутствуют некоторые стихи) и первая половина второй (68 дистихов). Сохранившийся текст дошёл в единственном списке XVI века. Находился в Вене (codex Vindobonensis).
Поэма написана элегическими дистихами и принадлежит к жанру итинерариев (описаний путешествий), который был популярен в римской литературе, в том числе благодаря авторитету таких классиков как Гораций и Овидий.
Основной темой поэме послужили путешествие по морю вдоль берегов Этрурии и мысли, связанные с разлукой с Римом. Рассказ часто прерывается экскурсами (достопримечательности, встречи с друзьями). С пафосом автор описывает бедствия Рима, выступает сторонником языческого и традиционного Рима, восхваляет его былое величие, тоскует по нему, надеется на его возрождение. В поэме содержится гимн в честь Божественного Рима. В разговорах на корабле Намациан порицает христианских монахов, евреев, а также вандала по происхождению правителя Рима Флавия Стилихона.
К числу достоинств поэмы, как правило, относили простые и наглядные описания, богатое топографическое, культурное и историческое содержание, чистый латинский язык и гладкий стиль.

## Издания
- Claudii Rutilii Namatiani de reditu suo libri II // Poëtae latini minores / Rec. et emend. Ae. Baehrens. — Vol. V. — Lipsiae 1883. — pp. 3–30.
- Rutilii Claudii Numatiani de reditu suo / A. W. Zumpt. — Berlin, 1840.
- Rutilii Claudii Namatiani de reditu suo libri II / Rec. L. Müller. — Lipsiae, 1870.
- Rutilius Claudius Namatianus. De reditu suo sive iter Gallicum / Ed. R. Helm. — Heidelberg, 1933.

## Переводы
- Поэма Клавдия Рутилия Намациана о возвращении своем (из Рима в Галлию). / Пер. O. Ф. Базинера // Журнал Министерства народного просвещения. 1895, № 8, 9. С. 58-93. (отдельный оттиск: СПб.: 1895).  (рус.)
- Рутилий Намациан. Возвращение на родину. / Пер. О. Смыки. // Поздняя латинская поэзия. М., 1982. С. 281—302.
- Des Claudius Rutilius Namatianus Heimkehr übersetzt und erläutert von Itasius Lemniacus [A. von Reumont]. Berlin, 1872. (нем.)
- Издание в «The Loeb classical library» (латинский текст с английским переводом): Minor Latin poets (1934). P. 753—830.
- Издание в серии «Collection Budé»: Rutilius Namatianus. Sur son retour. Texte établi et traduit par Etienne Wolff. Avec la collaboration de Serge Lancel pour la traduction, et de Joëlle Soler pour l’introduction. 2007. 256 p.